# Steady Ground
Steady Ground was een Amerikaanse alternatieve rockgroep die vooral bekend stond om het hebben van voormalig The Offspring-drummer Ron Welty in de band.   
Op 26 februari 2006 bracht Steady Ground drie demo's uit op Myspace⁣, getiteld "Everyone's Emotional", "I Can't Contain Myself" en "You Better Close Your Eyes." In 2007 bracht de band het studioalbum Jettison uit,  en in hetzelfde jaar gingen ze uit elkaar.   

## Leden
- Ron Welty - drums (2003-2007)
- George Squiers - gitaar (2003-2007)
- Aaron Pointon - zang (2003-2004)
- Kyle Rogan - basgitaar (2003-2007)
- Jared Woods - gitaar (2003-2007)
- Josh Anders - zang (2004-2006)
- Rick Stitch - zang (2006-2007)
- Benjamin Hatch - zang (2007)